# Фехердьярмат
Фехердьярмат (венг. Fehérgyarmat) — город в медье Сабольч-Сатмар-Берег, Венгрия.
Город занимает площадь 52,46 км². Население — 8008 жителей (по данным 2010 года). По данным 2001 года, почти 100 % жителей города — венгры.

## Расположение
Город Фехердьярмат расположен в 59 км к востоку от города Ньиредьхаза. В городе есть железнодорожная станция.

## История
Фехердьярмат был основан в XI веке воинами племени Дьярмат. Его нынешнее название ("Белые дьярматы")  восходит к XIV веку. Город располагался вдоль важного военного и торгового пути, ведущего из близлежащего замка Сатмар во внутренние районы страны. С 1418 года имел статус торгового города. Им в те годы владела семья Батори из Эчеда. 
В Фехердьярмате находится протестантская церковь, здание крторой возведено в XV веке.

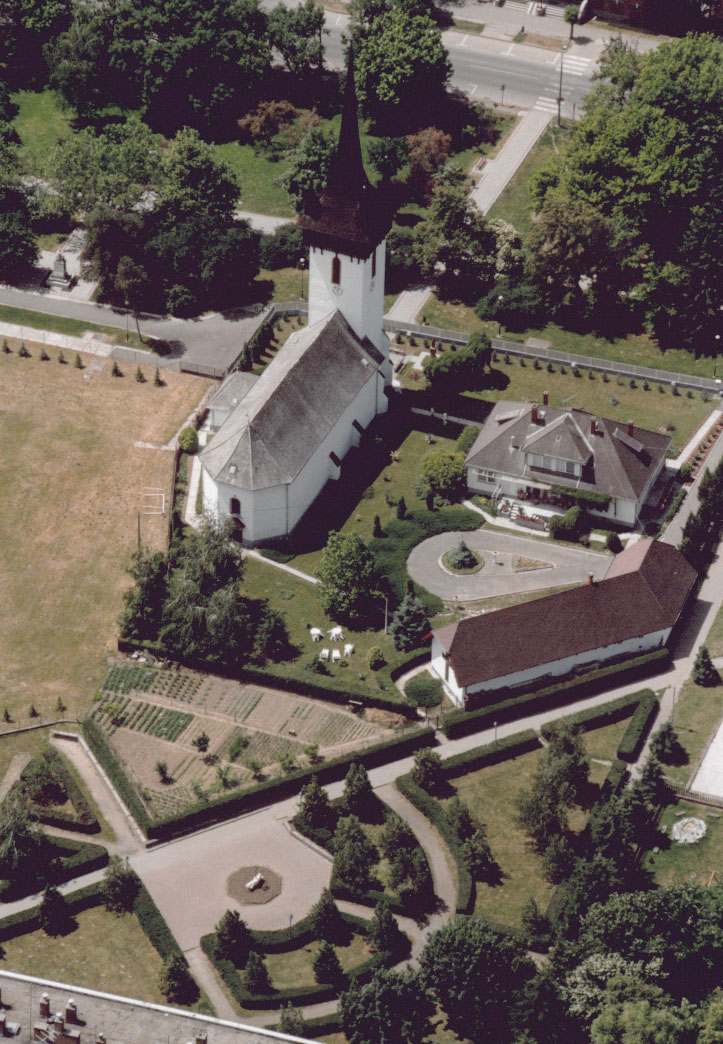

## Население
| Год  | Численность | Численность |
| ---- | ----------- | ----------- |
| 2013 | 7967        | [ 4 ]       |
| 2014 | 8051        | [ 5 ]       |
| 2018 | 7981        | [ 6 ]       |
| 2021 | 7768        | [ 7 ]       |
| 2022 | 7290        | [ 8 ]       |
| 2023 | 7134        | [ 9 ]       |
| 2024 | 6975        | [ 1 ]       |

## Города-побратимы
- Виноградов, (Украина)